# Некер
Некер (англ. Necker) — маленький необитаемый остров в Тихом океане в составе Северо-Западных островов Гавайского архипелага. Административно входит в состав штата Гавайи (США). Гавайское название — Мокуманамана (гав. Mokumanamana).

## География

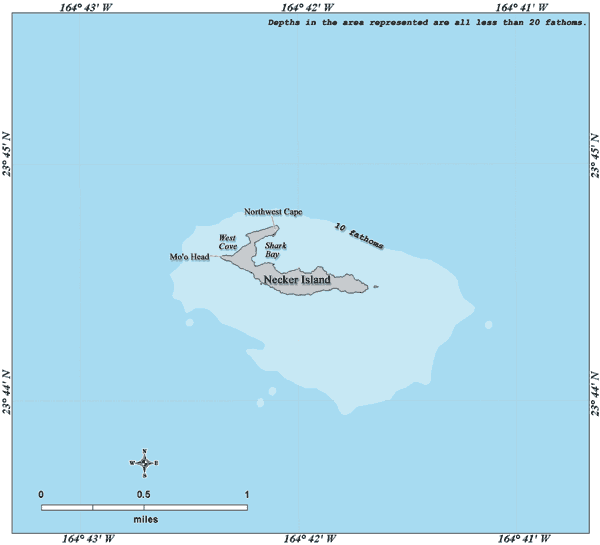
Карта острова.

Остров Некер расположен примерно в 300 км к северо-западу от близлежащего острова Нихоа и примерно в 690 км к северо-западу от Гонолулу, столицы штата Гавайи. Остров имеет серповидную форму. Длина — около 1200 м, максимальная ширина — 200 м, площадь — всего 0,183 км². На Некере имеется четыре возвышения, крупнейшее из которых — Саммит-Хилл (англ. Summit Hill), высота которого достигает 84 м. Поверхность скалиста, поэтому на острове всего пять видов растений.
Как и другие острова Гавайского архипелага, Некер имеет вулканическое происхождение.
Остров является частью памятника природы Папаханаумокуакеа (англ. Papahānaumokuākea Marine National Monument), морского заповедника.

## Фауна
На острове гнездится большое количество морских птиц, а также обитают гавайские тюлени-монахи.

## История
Первым европейским первооткрывателем острова стал французский путешественник Жан Франсуа де Лаперуз, открывший Некер 4 ноября 1786 года. Назван он был в честь министра финансов Франции Жака Некера (фр. Jacques Necker). Из-за плохой погоды путешественник не высадился на острове. В 1857 году остров был аннексирован королём Гавайев Камехамехой IV, однако гавайский флаг был поднят над Некером только 27 мая 1894 года.
В 1923—1924 годах на остров была снаряжена научная экспедиция. Как и на острове Нихоа, на Некере сохранились следы пребывания в прошлом полинезийцев. Об этом свидетельствуют 33 возвышения, имевшие в прошлом религиозное значение. Кроме того, были найдены петроглифы, так называемые кии-похаку (kiʻi pohaku). В 1988 году остров был объявлен археологическим районом (англ. Necker Island Archeological District).

## Галерея

Фото
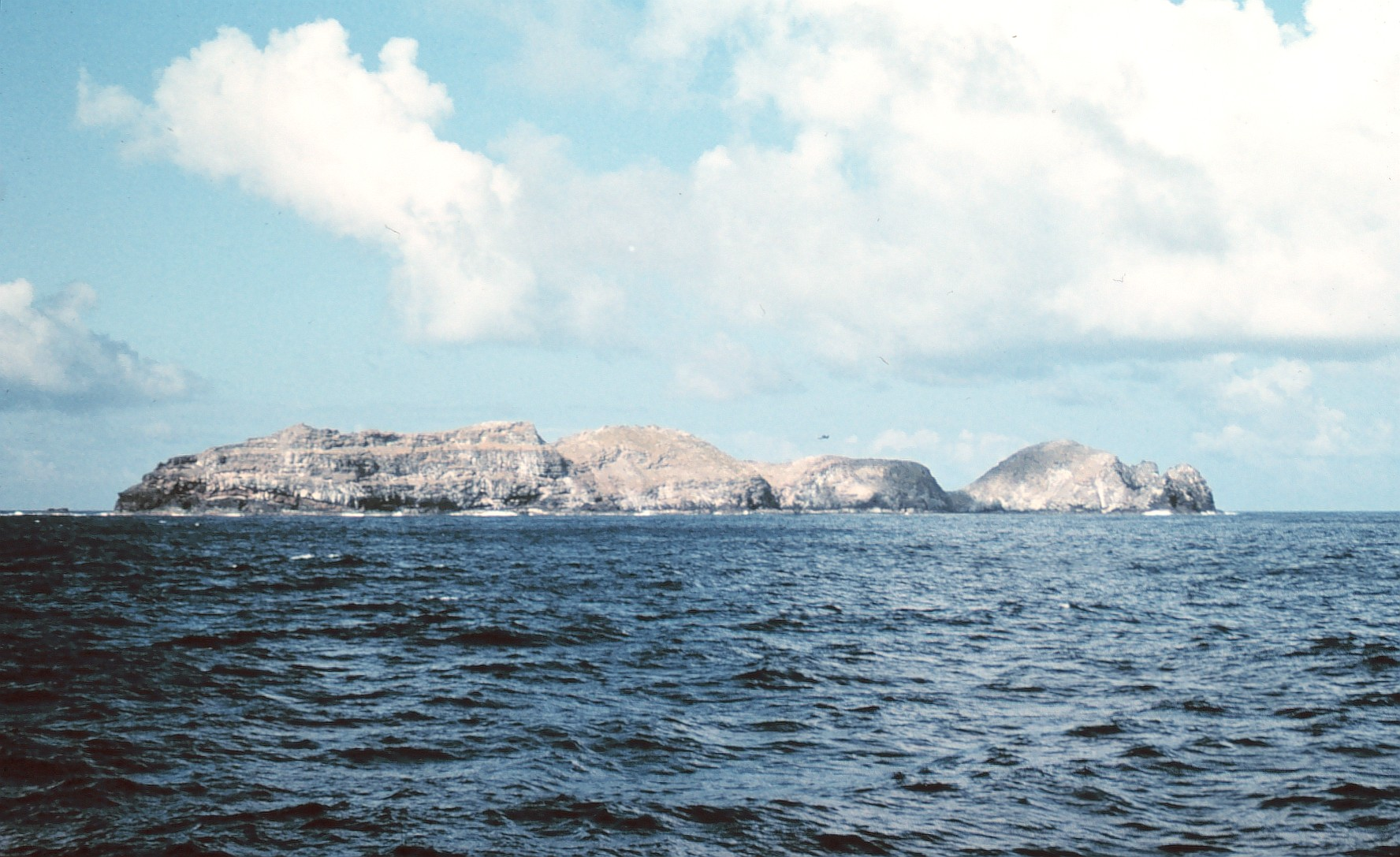
Вид на остров с океана
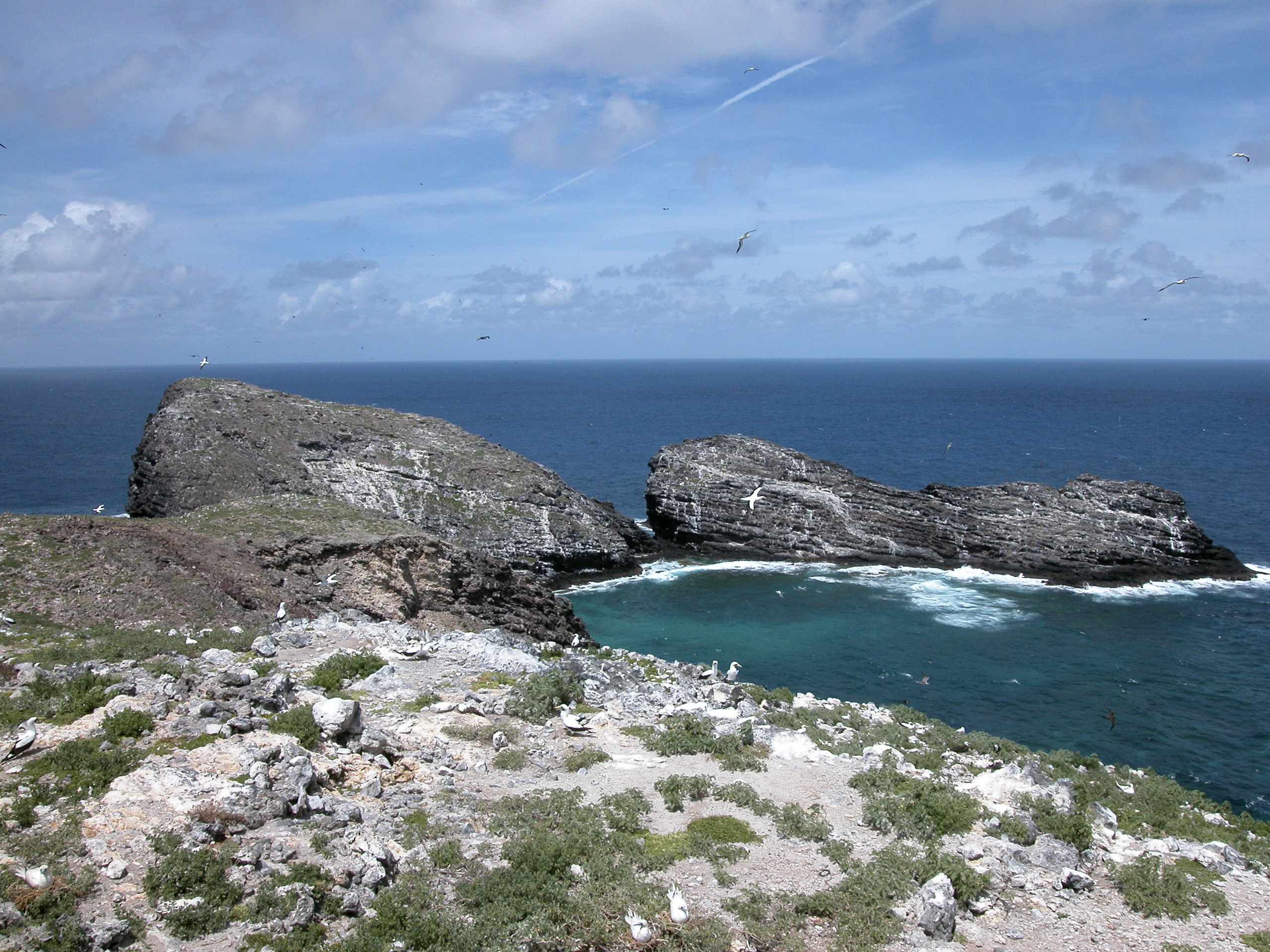
На острове
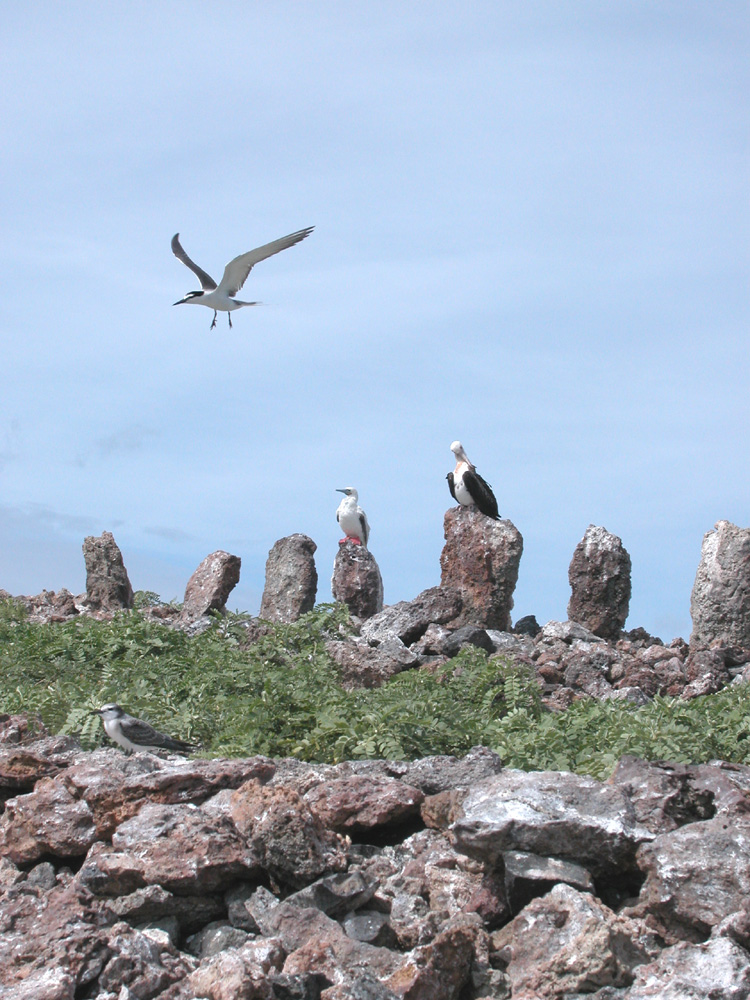
Каменные артефакты
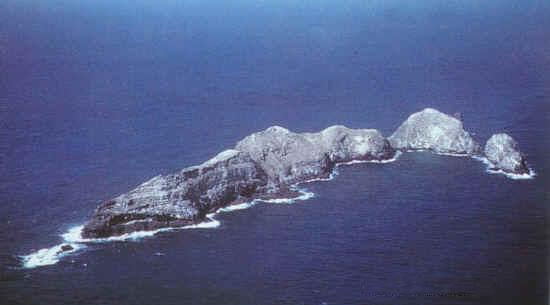
Вид на остров с воздуха